# Jurema Werneck
Jurema Werneck (n. en Río de Janeiro) es una médica feminista, académica y activista por los derechos de las mujeres negras brasileña. Se desempeña como la directora de Amnistía Internacional en Brasil desde el 2017. Werneck también es miembro de la junta del Fondo Mundial para Mujeres.

## Vida
Werneck es hija de un sastre y una costurera. Se crio en una zona pobre de Río de Janeiro, en el Morro dos Cabritos.  Después de la escuela secundaria, Jurema cursó medicina en la Universidad Federal Fluminense, donde fue la única estudiante negra durante varios años.  
Después de graduarse, trabajó en la Secretaría Municipal de Asistencia Social de Río de Janeiro y en el Centro de Articulación de Poblaciones Marginadas. 
En 1992 fue una de las fundadoras de la ONG "Criola" que promueve los derechos de las mujeres negras.  
Obtuvo un título de Doctora en Comunicación y Cultura por la Universidad Federal de Río de Janeiro.  
Werneck se convirtió en la directora ejecutiva de Amnistía Internacional Brasil en febrero de 2017. Werneck es miembro de la junta del Fondo Mundial para Mujeres, que dirige fondos a organizaciones dirigidas por mujeres y del Fondo de Población de las Naciones Unidas.  
Werneck se ha manifestado en contra del gobierno de Michel Temer y contra la impunidad del asesinato de Marielle Franco.

## Trabajos
- "Estelizacao de mulheres um desafio para a bioetica?", 1995.[7]
- "Saúde da população negra", 2012.[8]
- "O Livro Da Saude Das Mulheres Negras".[9]
- "La salud de las mujeres negras: nuestros pasos vienen lejos", 2006.